# Saint-Waast
Saint-Waast-la-Vallée redirige ici.
Saint-Waast, également dénommée de manière non-officielle Saint-Waast-la-Vallée, est une commune française située dans le département du Nord (59), en région Hauts-de-France.

## Géographie

### Communes limitrophes
Les communes limitrophes sont  Bavay, Bellignies, Bettrechies, Houdain-lez-Bavay, L'Orée de Mormal, La Flamengrie et Preux-au-Sart.
| Bettrechies   |             | Bellignies Houdain-lez-Bavay |
| Preux-au-Sart | Saint-Waast | Bavay                        |
|               | Bermeries   |                              |

### Hydrographie

#### Réseau hydrographique
La commune est située dans le bassin Artois-Picardie. Elle est drainée par le ruisseau de Bavay, le ruisseau du Sart, le ruisseau de Marvi, le ruisseau Rico-Folie et un autre petit cours d'eau,.
Le ruisseau de Bavay, d'une longueur de 14 km, prend sa source dans la commune de Locquignol et se jette  dans 0 à Bettrechies, après avoir traversé huit communes.

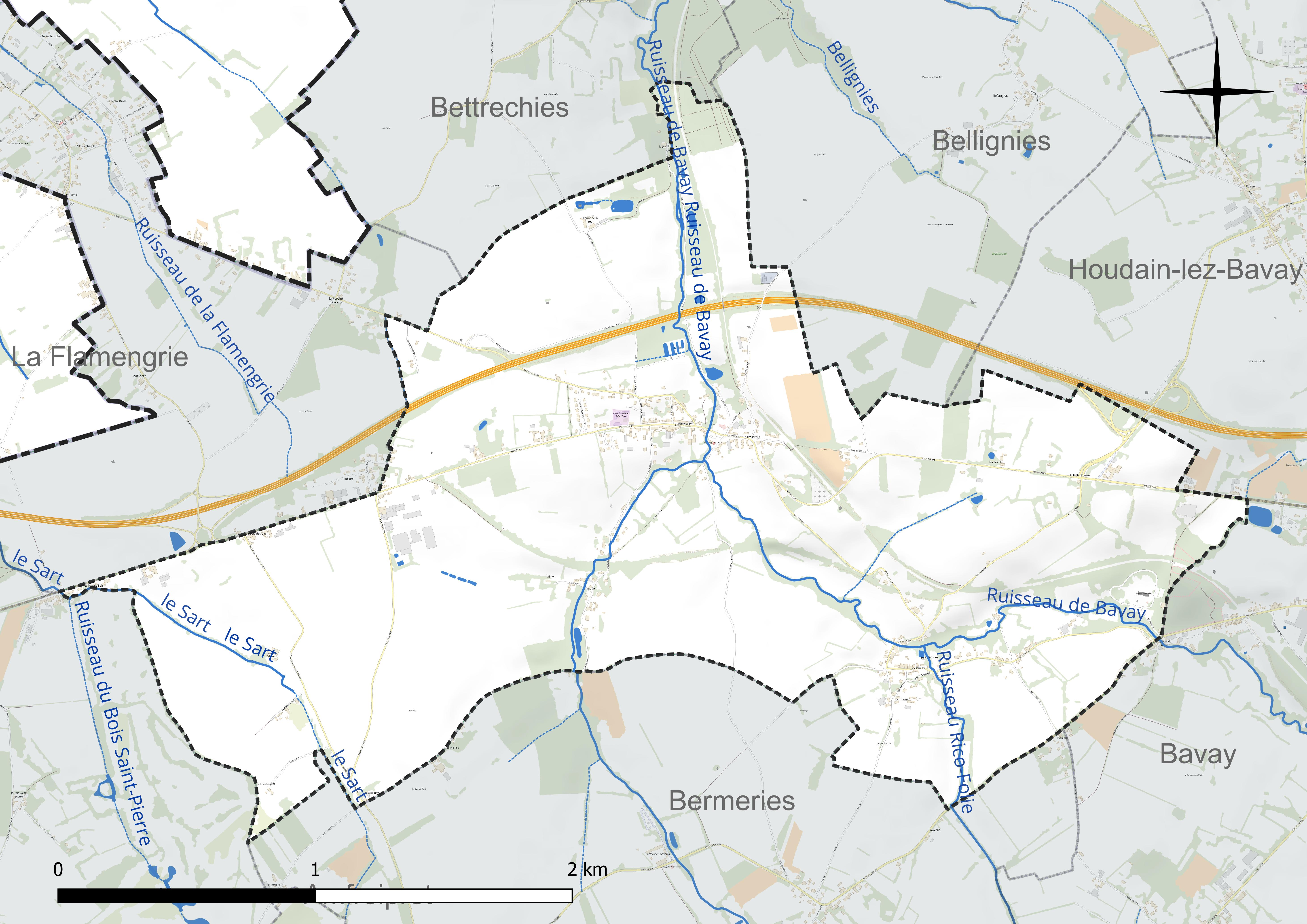
Réseau hydrographique de Saint-Waast.

#### Gestion et qualité des eaux
Le territoire communal est couvert par le schéma d'aménagement et de gestion des eaux (SAGE) « Escaut ». Ce document de planification concerne un territoire de 2 005 km2 de superficie, délimité par le bassin versant de l'Escaut. Le périmètre a été arrêté le 9 juin 2006 et le SAGE proprement dit a été approuvé le 13 juillet 2021. La structure porteuse de l'élaboration et de la mise en œuvre est le syndicat mixte Escaut et Affluents (SyMEA).
La qualité des cours d'eau peut être consultée sur un site dédié géré par les agences de l'eau et l'Agence française pour la biodiversité.

### Climat
Pour des articles plus généraux, voir Climat des Hauts-de-France et Climat du Nord.
En 2010, le climat de la commune est de type climat des marges montargnardes, selon une étude du CNRS s'appuyant sur une série de données couvrant la période 1971-2000. En 2020, Météo-France publie une typologie des climats de la France métropolitaine dans laquelle la commune est exposée à un climat océanique altéré et est dans la région climatique Nord-est du bassin Parisien, caractérisée par un ensoleillement médiocre, une pluviométrie moyenne régulièrement répartie au cours de l'année et un hiver froid (3 °C).
Pour la période 1971-2000, la température annuelle moyenne est de 10,1 °C, avec une amplitude thermique annuelle de 15 °C. Le cumul annuel moyen de précipitations est de 793 mm, avec 12,7 jours de précipitations en janvier et 9,6 jours en juillet. Pour la période 1991-2020, la température moyenne annuelle observée sur la station météorologique la plus proche, située sur la commune de Valenciennes à 17 km à vol d'oiseau, est de 11,0 °C et le cumul annuel moyen de précipitations est de 694,1 mm,. Pour l'avenir, les paramètres climatiques de la commune estimés pour 2050 selon différents scénarios d'émission de gaz à effet de serre sont consultables sur un site dédié publié par Météo-France en novembre 2022.

### Paysages
Saint-Waast, située dans le parc de l'Avesnois, est fait de paysages vallonnés, bocages, champs et forêts dont le point culminant s'élève à 143 m d'altitude.

## Urbanisme

### Typologie
Au 1er janvier 2024, Saint-Waast est catégorisée commune rurale à habitat dispersé, selon la nouvelle grille communale de densité à sept niveaux définie par l'Insee en 2022.
Elle est située hors unité urbaine. Par ailleurs la commune fait partie de l'aire d'attraction de Valenciennes (partie française), dont elle est une commune de la couronne,. Cette aire, qui regroupe 102 communes, est catégorisée dans les aires de 200 000 à moins de 700 000 habitants,.

### Occupation des sols

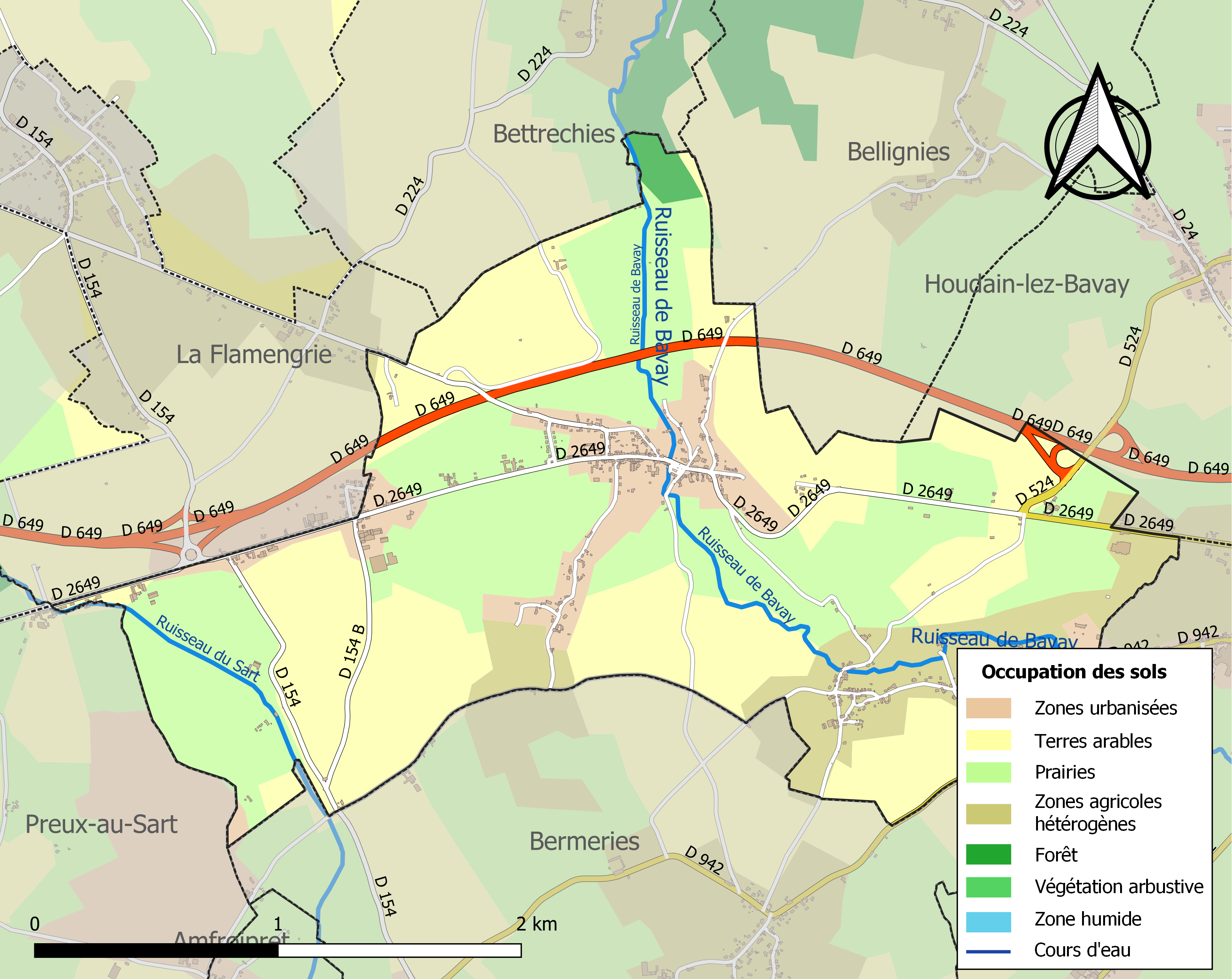
Carte des infrastructures et de l'occupation des sols de la commune en 2018 (CLC).

L'occupation des sols de la commune, telle qu'elle ressort de la base de données européenne d'occupation biophysique des sols Corine Land Cover (CLC), est marquée par l'importance des territoires agricoles (89,7 % en 2018), une proportion identique à celle de 1990 (89,7 %). La répartition détaillée en 2018 est la suivante : 
terres arables (41,1 %), prairies (37,7 %), zones agricoles hétérogènes (10,9 %), zones urbanisées (9,3 %), forêts (0,9 %), espaces verts artificialisés, non agricoles (0,2 %). L'évolution de l'occupation des sols de la commune et de ses infrastructures peut être observée sur les différentes représentations cartographiques du territoire : la carte de Cassini (XVIIIe siècle), la carte d'état-major (1820-1866) et les cartes ou photos aériennes de l'IGN pour la période actuelle (1950 à aujourd'hui).

### Lieux-dits, hameaux et écarts
Le Pissotiau, lieu-dit de Saint-Waast, est un petit hameau excentré de la commune composé d'une cinquantaine de maisons et qui culmine à 115 m d'altitude.

### Habitat et logement
En 2020, le nombre total de logements dans la commune était de 291, alors qu'il était de 272 en 2015 et de 253 en 2010.
Parmi ces logements, 88,7 % étaient des résidences principales, 3,9 % des résidences secondaires et 7,4 % des logements vacants. Ces logements étaient pour 99,7 % d'entre eux des maisons individuelles et pour 0,3 % des appartements.
Le tableau ci-dessous présente la typologie des logements à Saint-Waast en 2020 en comparaison avec celle du Nord et de la France entière. Une caractéristique marquante du parc de logements est ainsi une proportion de résidences secondaires et logements occasionnels (3,9 %) supérieure à celle du département (1,7 %) mais inférieure à celle de la France entière (9,7 %). Concernant le statut d'occupation de ces logements, 82,1 % des habitants de la commune sont propriétaires de leur logement (81,1 % en 2015), contre 54,5 % pour le Nord et 57,5 pour la France entière.
| Typologie                                               | Saint-Waast | Nord | France entière |
| ------------------------------------------------------- | ----------- | ---- | -------------- |
| Résidences principales (en %)                           | 88,7        | 90,7 | 82,1           |
| Résidences secondaires et logements occasionnels (en %) | 3,9         | 1,7  | 9,7            |
| Logements vacants (en %)                                | 7,4         | 7,7  | 8,2            |

## Toponymie
En 1765, la localité est  dénommée Saint Vaast les Bavai source.
En 1793, devient la municipalité de Waast les Bavai, puis, en 1801, la commune change de nom et s'écrit, selon le Bulletin des lois, Saint-Waast ou Saint-Vaast.

## Histoire
La commune a été desservie par la gare de Saint-Waast sur la ligne d'Escaudœuvres à Gussignies (ou ligne « de Cambrai à la frontière de Belgique vers Dour »), mise en service en 1881 et qui facilitait les déplacements des habitants et le transport des marchandises. Le service voyageurs a pris fin le en mai 1939 et le service marchandises en 1969,.

## Politique et administration

### Rattachements administratifs et électoraux

#### Rattachements administratifs
La commune se trouve depuis 1801 dans l'arrondissement d'Avesnes-sur-Helpe du département du Nord.
Elle faisait partie depuis 1793  du canton de Bavay. Dans le cadre du redécoupage cantonal de 2014 en France, cette circonscription administrative territoriale a disparu, et le canton n'est plus qu'une circonscription électorale.

#### Rattachements électoraux
Pour les élections départementales, la commune fait partie depuis 2014 du canton d'Aulnoye-Aymeries
Pour l'élection des députés, elle fait partie de la troisième circonscription du Nord.

### Intercommunalité
Saint-Waast était membre  depuis 2010 de la communauté de communes du Quercitain, un établissement public de coopération intercommunale (EPCI) à fiscalité propre créé en 2006 et auquel la commune avait transféré un certain nombre de ses compétences, dans les conditions déterminées par le code général des collectivités territoriales.
Conformément aux prescriptions de la loi de réforme des collectivités territoriales du 16 décembre 2010, qui a prévu le renforcement et la simplification des intercommunalités et la constitution de structures intercommunales de grande taille, cette intercommunalité a fusionné avec ses voisines  pour former, le 1er janvier 2014, la communauté de communes du Pays de Mormal, dont est désormais membre la commune.

### Liste des maires
Maire en 1939 : Richard.
| Période                                  | Période                        | Identité               | Étiquette | Qualité                              |
| ---------------------------------------- | ------------------------------ | ---------------------- | --------- | ------------------------------------ |
| Les données manquantes sont à compléter. |                                |                        |           |                                      |
|                                          |                                |                        |           |                                      |
| avant 1802-1803                          | 1807                           | Jean B. Decrouez       |           |                                      |
|                                          |                                |                        |           |                                      |
| avant 1863                               |                                | Eugène Louis de Butron |           | Baron de La Torre                    |
|                                          |                                |                        |           |                                      |
| mars 1983                                | juillet 2020                   | Charles Degardin       |           | Ancien cadre commercial              |
| juillet 2020                             | juin 2023                      | Daniel Dazin           |           | Employé retraité Mort en fonction    |
| septembre 2023                           | En cours (au 30 novembre 2023) | Éric Hiroux            |           | Moniteur éducateur technique en ESAT |

## Population et société

### Démographie

#### Évolution démographique
L'évolution du nombre d'habitants est connue à travers les recensements de la population effectués dans la commune depuis 1793. Pour les communes de moins de 10 000 habitants, une enquête de recensement portant sur toute la population est réalisée tous les cinq ans, les populations de référence des années intermédiaires étant quant à elles estimées par interpolation ou extrapolation. Pour la commune, le premier recensement exhaustif entrant dans le cadre du nouveau dispositif a été réalisé en 2007.

En 2022, la commune comptait 672 habitants, en évolution de +6,67 % par rapport à 2016 (Nord : +0,51 %, France hors Mayotte : +2,11 %).
| 1793 | 1800 | 1806 | 1821 | 1831 | 1836 | 1841 | 1846 | 1851 |
| ---- | ---- | ---- | ---- | ---- | ---- | ---- | ---- | ---- |
| 465  | 461  | 500  | 509  | 583  | 625  | 638  | 632  | 627  |

| 1856 | 1861 | 1866 | 1872 | 1876 | 1881 | 1886 | 1891 | 1896 |
| ---- | ---- | ---- | ---- | ---- | ---- | ---- | ---- | ---- |
| 645  | 676  | 740  | 696  | 707  | 734  | 751  | 784  | 838  |

| 1901 | 1906 | 1911 | 1921 | 1926 | 1931 | 1936 | 1946 | 1954 |
| ---- | ---- | ---- | ---- | ---- | ---- | ---- | ---- | ---- |
| 842  | 843  | 850  | 737  | 768  | 748  | 736  | 732  | 726  |

| 1962 | 1968 | 1975 | 1982 | 1990 | 1999 | 2006 | 2007 | 2012 |
| ---- | ---- | ---- | ---- | ---- | ---- | ---- | ---- | ---- |
| 719  | 666  | 665  | 627  | 623  | 649  | 596  | 588  | 626  |

| 2017 | 2022 | - | - | - | - | - | - | - |
| ---- | ---- | - | - | - | - | - | - | - |
| 636  | 672  | - | - | - | - | - | - | - |

#### Pyramide des âges
La population de la commune est relativement jeune.
En 2018, le taux de personnes d'un âge inférieur à 30 ans s'élève à 37,8 %, soit en dessous de la moyenne départementale (39,5 %). À l'inverse, le taux de personnes d'âge supérieur à 60 ans est de 21,2 % la même année, alors qu'il est de 22,5 % au niveau départemental.
En 2018, la commune comptait 330 hommes pour 306 femmes, soit un taux de 51,89 % d'hommes, largement supérieur au taux départemental (48,23 %).
Les pyramides des âges de la commune et du département s'établissent comme suit.
| Hommes | Classe d’âge | Femmes |
| ------ | ------------ | ------ |
| 0,3    | 90 ou +      | 0,7    |
| 3,7    | 75-89 ans    | 7,9    |
| 14,3   | 60-74 ans    | 15,8   |
| 20,0   | 45-59 ans    | 19,6   |
| 20,9   | 30-44 ans    | 21,5   |
| 17,8   | 15-29 ans    | 15,7   |
| 22,9   | 0-14 ans     | 18,8   |

| Hommes | Classe d’âge | Femmes |
| ------ | ------------ | ------ |
| 0,5    | 90 ou +      | 1,4    |
| 5,3    | 75-89 ans    | 8,1    |
| 14,8   | 60-74 ans    | 16,2   |
| 19,1   | 45-59 ans    | 18,4   |
| 19,5   | 30-44 ans    | 18,7   |
| 20,7   | 15-29 ans    | 19,1   |
| 20,2   | 0-14 ans     | 18     |

## Culture locale et patrimoine

### Lieux et monuments
- La réserve naturelle régionale de la carrière des Nerviens est en partie sur le territoire de la commune.
- Le Château de Rametz
- La tour Sarrazine (ou tour aux bois)

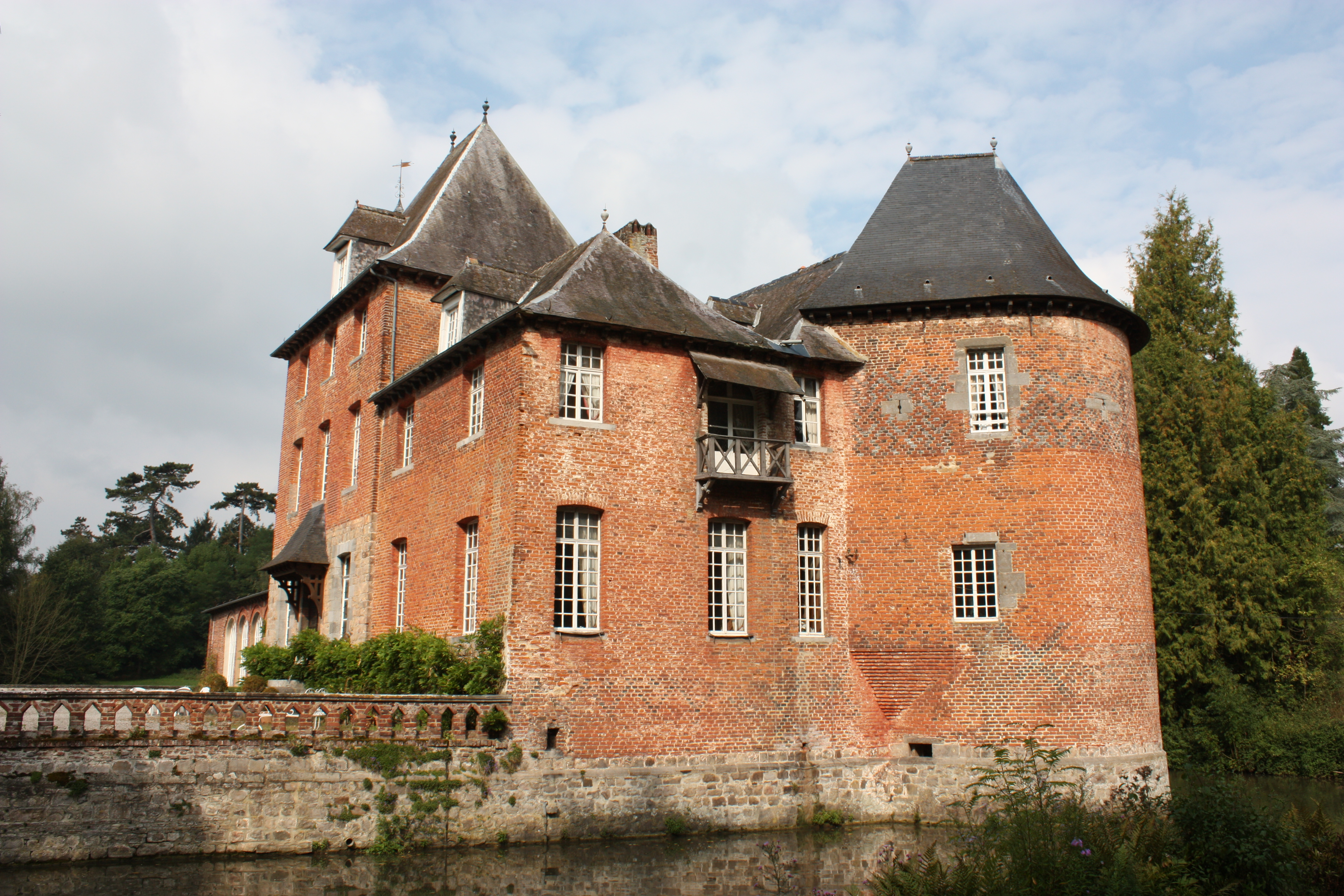
Le Château de Rametz.
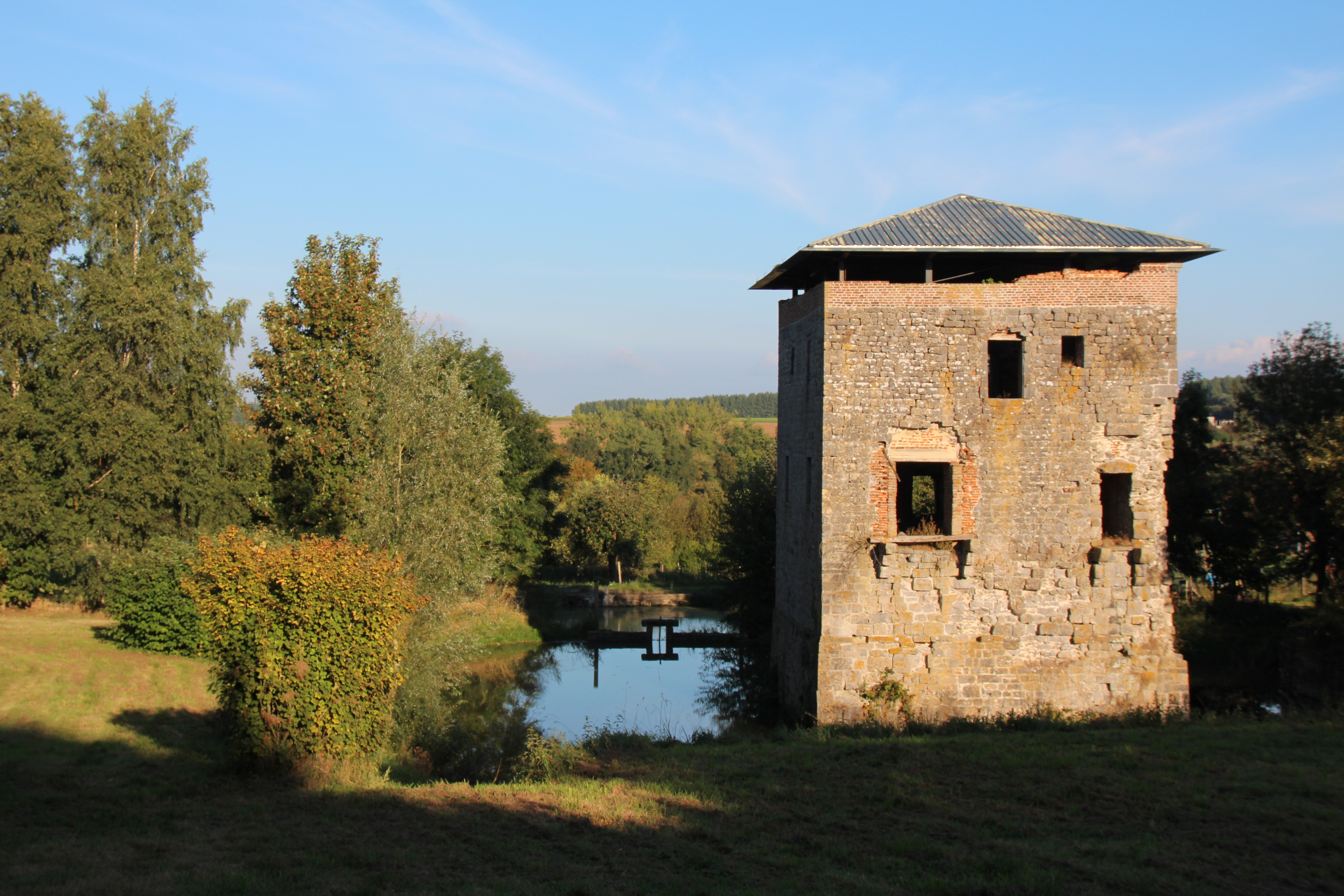
La Tour sarrazine.
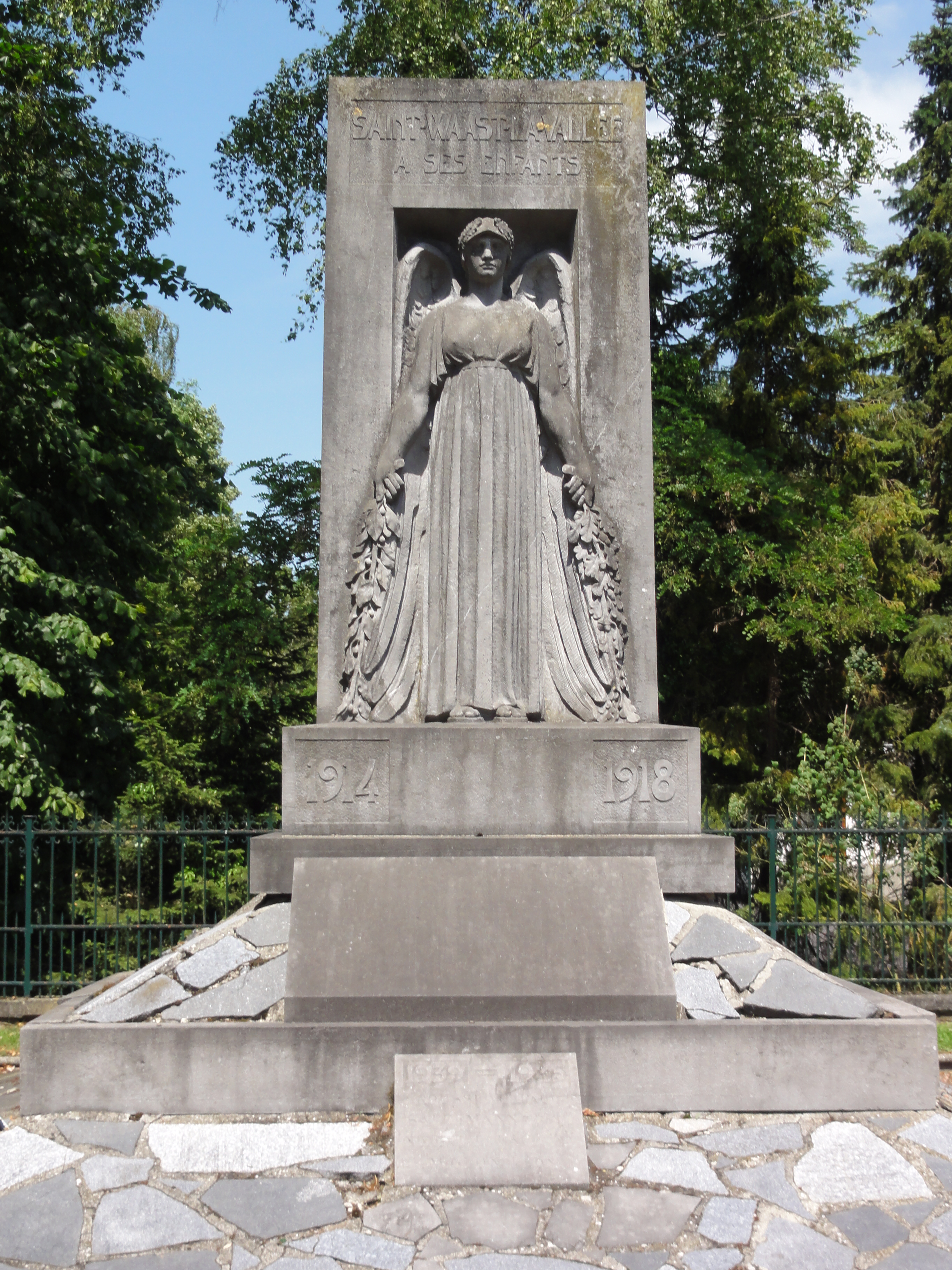
Le monument aux morts.
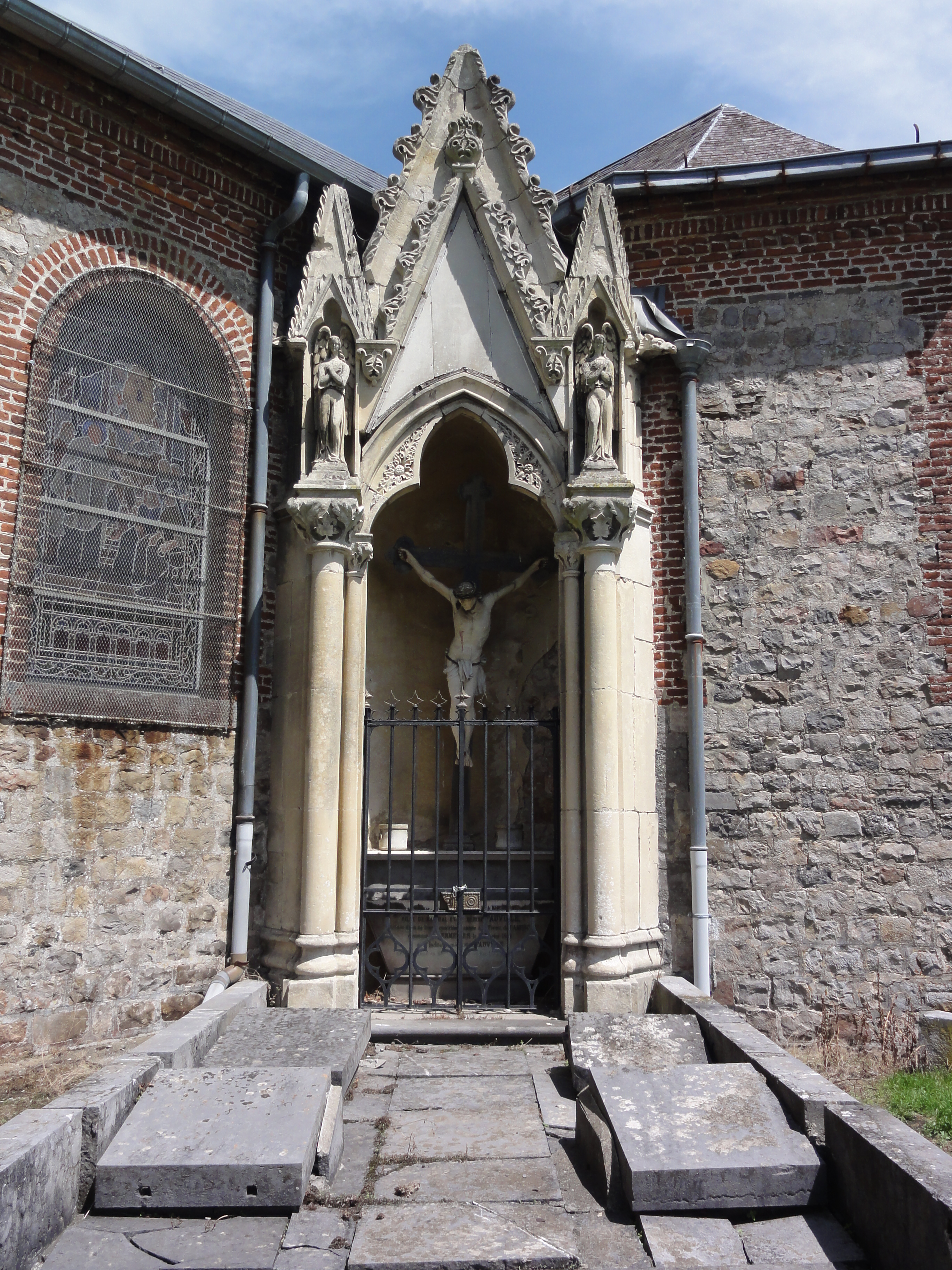
Tombe avec calvaire, au cimetière.

### Personnalités liées à la commune
- Antoine-Joseph Moneuse (1768-1798) : chef de la bande du Capitaine Moneuse, y a habité
Moneuse un chef de bandits sous le directoire
- Louise Thuliez (1881-1966),  institutrice à Saint-Waast-La-Vallée, résistante au sein du réseau d'Édith Cavell durant la Première Guerre mondiale. Elle est arrêtée à Bruxelles par les Allemands[33].
- Henriette Moriamé (1881-1918), résistante lors de la Première Guerre mondiale puis religieuse dans l'ordre du Très Saint Rédempteur. Dans la maison familiale de Saint-Waast, elle recueille des soldats britanniques blessés, aidée par Louise Thuliez, et par ses cousines, Lucienne et Pauline Moriamé
- Victor Moriamé (1888-1961), poète français, y est né

## Pour approfondir

### Héraldique
| Blason de Saint-Waast | Blason  | De vair à trois pals de gueules.                 |
| Blason de Saint-Waast | Détails | Le statut officiel du blason reste à déterminer. |